# Dietmar Huhn

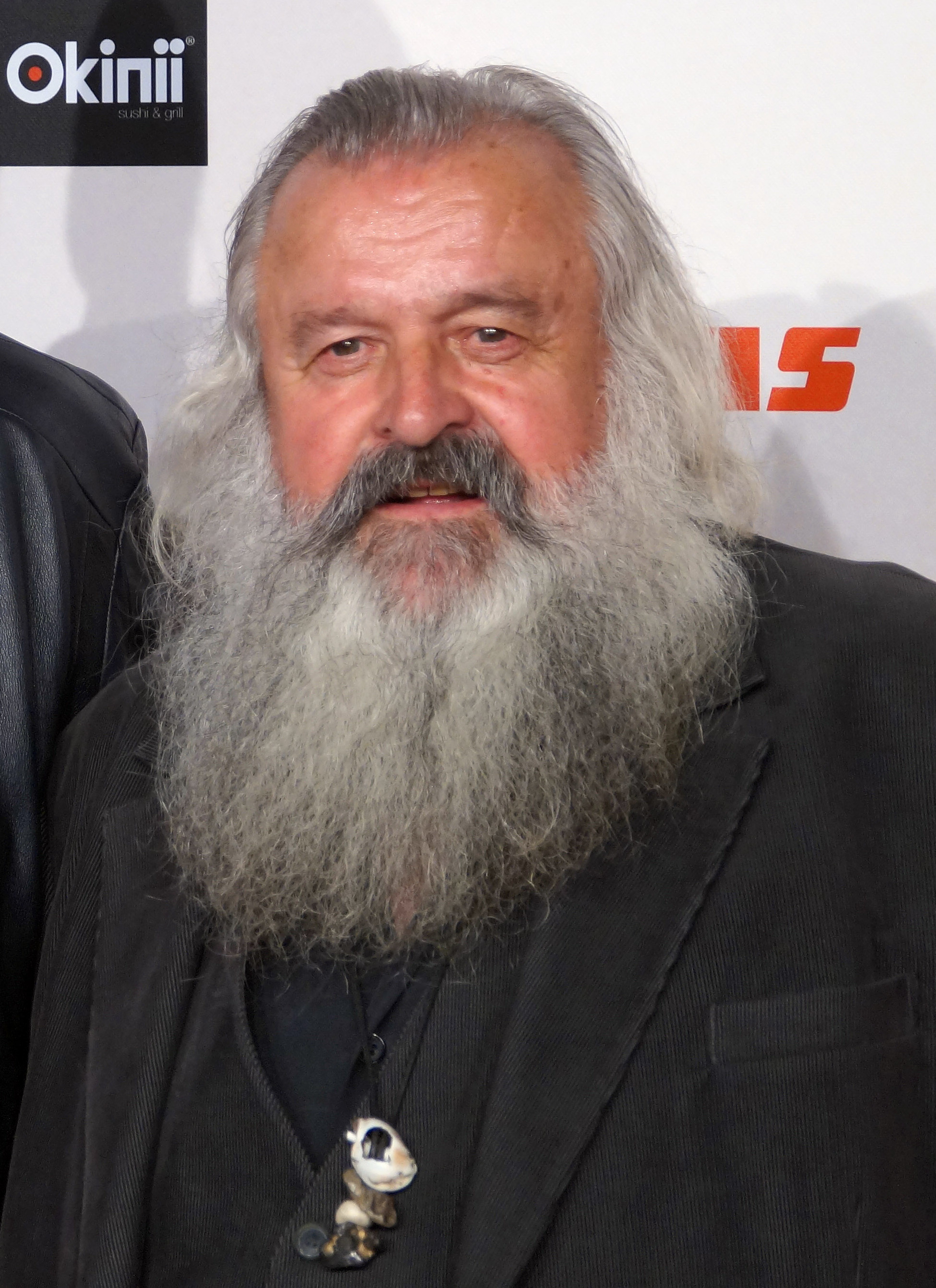
Huhn bei der Premiere der 300. Folge Alarm für Cobra 11, April 2016

Dietmar Hartmut Huhn (* 31. August 1944 in Tanneberg) ist ein deutscher Schauspieler.

## Leben
Bevor sich Dietmar Hartmut Huhn der Schauspielerei widmete, erlernte  er den Beruf des Kunstporzellandrehers in der Staatlichen Porzellanmanufaktur in Meißen. Danach studierte er an der Theaterhochschule „Hans Otto“ Leipzig und machte dort 1970 nach einer Unterbrechung von eineinhalb Jahren, die er als Soldat in der NVA verbrachte, sein Diplom. Anschließend trat er 20 Jahre am Städtischen Theater Karl-Marx-Stadt (Chemnitz) in weit über 100 Rollen auf. Während dieser Tätigkeit war er auch Dozent für Schauspiel am Studio der Theaterhochschule Leipzig und an der Filmhochschule „Konrad Wolf“ in Potsdam-Babelsberg. Im Anschluss daran spielte er an der Berliner Volksbühne in Berlin.
Als Filmschauspieler wirkte er sowohl in Fernsehfilmen als auch -serien mit und übernahm Nebenrollen unter anderem im Tatort als auch im Polizeiruf 110. Auch in der Fernsehverfilmung von Hans Falladas Roman Der Trinker hatte er eine kleine Nebenrolle inne. Von 1997 bis 2011 zählte Dietmar Huhn als Polizist Horst Herzberger zur Stammbesetzung der RTL-Serie Alarm für Cobra 11 – Die Autobahnpolizei.
Im Jahr 2006 gastierte er bei den Störtebeker-Festspielen an der Naturbühne Ralswiek auf der Ostseeinsel Rügen. Mitte Mai 2007 war Dietmar Huhn in der Kinder- und Jugendserie Schloss Einstein zu sehen.
Im Jahr 2011 nahm Huhn ein Angebot des ZDF an, eine Gastrolle in zwei Folgen der Serie SOKO Wismar zu übernehmen. In der Fortsetzung der Telenovela Wege zum Glück mit dem Titel Wege zum Glück – Spuren im Sand, die 2012 vom ZDF produziert wurde, spielte er von Folge 2 bis Folge 30 die Rolle des Bernd Sieverstedt. Wegen gesundheitlicher Probleme musste Huhn die Serienrolle abgeben. Seit Folge 31 ist sie mit Klaus Peeck neu besetzt.
Dietmar Huhn ist seit Jahrzehnten begeisterter Wassersportler. In seiner Freizeit beschäftigt er sich mit Holzgestaltung, Malerei und Plastik. Zu seinen „heimlichen“ Leidenschaften gehört das Schreiben von Gedichten und Geschichten.

## Filmografie (Auswahl)
- 1968: Die Toten bleiben jung
- 1969/1977: Die seltsame Reise des Alois Fingerlein (Theateraufzeichnung)
- 1988: Schwein gehabt
- 1989 Flugstaffel Meinecke (TV-Serie, 3 Folgen)
- 1990: Wie ein Vogel im Schwarm (TV)
- 1991: Letzte Liebe (Fernsehfilm)
- 1993: Unser Lehrer Doktor Specht (TV-Serie, sechs Folgen)
- 1993: Schwarz Rot Gold – Der Rubel rollt (Fernsehserie)
- 1994: Abschied von Agnes
- 1995: Polizeiruf 110: Grawes letzter Fall (Fernsehreihe)
- 1995: Der Trinker (TV)
- 1997: Tatort: Der Tod spielt mit (Fernsehreihe)
- 1997: Tatort: Schlüssel zum Mord
- 1997–2011: Alarm für Cobra 11 – Die Autobahnpolizei (TV-Serie, 201 Folgen)
- 1999: Helden wie wir
- 2000: Alle Kinder brauchen Liebe
- 2002: Das Duo – Im falschen Leben
- 2006: Der rote Kakadu
- 2008: Küstenwache (TV-Serie, Folge: Das Spiel beginnt)
- 2011: Polizeiruf 110: Die verlorene Tochter
- 2012: Wege zum Glück – Spuren im Sand (TV-Serie)
- 2016: König Laurin
- 2021: Krauses Zukunft
- 2022: Krauses Weihnacht

## Theater
- 1989: Michail Bulgakow: Hundeherz – Regie: Horst Hawemann (Volksbühne Berlin)
- 1991: William Shakespeare: Die Komödie der Irrungen (Angelo) – Regie: Werner Tietze (Volksbühne Berlin)